# اناتولی میخائیلوف
آناتولی میخائیلوف (روسی: Анатолий Аркадьевич Михайлов؛ زادهٔ ۱۴ سپتامبر ۱۹۳۶) ورزشکار دو و میدانی اهل اتحاد جماهیر شوروی سوسیالیستی است.